# Nothing's Gonna Change My Love for You
Nothing's Gonna Change My Love For You è una romantica canzone pop, scritta da Michael Masser e da Gerry Goffin ed incisa originariamente nel 1984 da George Benson, dal quale fu anche inserita anche nell'album  20/20  del 1985.

La versione più famosa rimane tuttavia la cover realizzata nel 1987 dal cantante hawaiiano Glenn Medeiros (all'epoca diciassettenne), che fu prima in classifica in vari Paesi e disco d'oro in Canada, Francia, Paesi Bassi e Regno Unito.

## Testo e Musica
Si tratta della classica ballata pop melodica anni ottanta, con un ritornello orecchiabile.

Il testo è praticamente una dichiarazione d'amore: un uomo dice di essersi probabilmente già innamorato prima, ma di non essersi mai sentito così e giura che questo sentimento durerà per sempre; dice inoltre che, se non avesse al suo fianco questa donna, le sue giornate sarebbero vuote e le notti interminabili ed afferma di amarla così com'è e di non chiedere altro che di essere amato da lei.
A livello musicale vi sono delle differenze tra la versione di Glenn Medeiros e quella originale di George Benson: la prima è infatti più ritmata della seconda.

## La versione originale di George Benson

### Tracce
- Nothing's Gonna Change My Love for You 4:04
- Beyond the Sea (La Mer) 4:10

## La versione di Glenn Medeiros

### Storia
Come detto, la versione più nota è quella del cantante hawaiiano Glenn Medeiros, pubblicata tra il 1987 e il 1988.
Interpretando questa canzone, il sedicenne Medeiros vinse nel 1986 un concorso in una radio locale hawaiiana che metteva in palio un contratto discografico:  il brano venne così inciso dal giovane Medeiros per una piccola casa discografica locale.
La registrazione venne quindi udita dal produttore di una radio di Phoenix, che portò con sé il disco, facendola diventare una hit nazionale.
Il brano fu in seguito prodotto a livello internazionale: raggiunse il primo posto nel 1988 nelle classifiche di: Francia, Paesi Bassi, Irlanda e Regno Unito, oltre che nella classifica di Eurochart Hot 100 Singles, e il secondo posto in Norvegia e Svezia; fu inoltre disco d'oro in Canada (50 000 copie vendute nel 1987), Francia (500 000 copie vendute nel 1988), Paesi Bassi (40 000 copie vendute nel 1988) e Regno Unito (400 000 copie vendute nel 1988).

### Tracce
45 giri:
1. Nothing's Gonna Change My Love For You 3:48
2. Nothing's Gonna Change My Love For You (Strum.) 5:11

### Classifiche
| Chart (1988)                                 | Posizione massima |
| -------------------------------------------- | ----------------- |
| Austria                                      | 12                |
| Paesi Bassi                                  | 1                 |
| Eurochart Hot 100 Singles                    | 1                 |
| Francia                                      | 1                 |
| Germania                                     | 20                |
| Irlanda                                      | 1                 |
| Norvegia                                     | 2                 |
| Svezia                                       | 2                 |
| Svizzera                                     | 8                 |
| Regno Unito                                  | 1                 |
| U.S. Billboard Hot 100                       | 12                |
| U.S. Billboard Hot Adult Contemporary Tracks | 4                 |

| Classifica di fine anno 1988 | Posizione |
| ---------------------------- | --------- |
| Australia                    | 36        |

### Versioni in lingua spagnola e giapponese
Glenn Medeiros ha inciso anche una versione in spagnolo del brano, intitolata Nada cambiará mi amor por ti e una in giapponese mantenendo - così come nella canzone stessa - il titolo in inglese.

### Video musicale
Nel video musicale, si vede Glenn Medeiros mentre passeggia su una spiaggia e poi fermo su una scogliera abbracciato ad una ragazza bionda, che poi insegue - di nuovo sulla spiaggia -, mentre i due si lanciano - divertiti - degli schizzi d'acqua. Il video si conclude con un bacio al calar del tramonto.

## Cover varie
Oltre alla celebre versione di Glenn Medeiros sono state realizzate le seguenti cover:
- 2000: Il trio brasiliano SNZ ha cantato la canzone in portoghese con il titolo Nada Vai Tirar Você de Mim
- 2006: La band irlandese Westlife ha inserito il brano come bonus track nell'edizione per il Giappone del loro album di cover The Love Album
- 2008: La band punk giapponese Locofrank ha realizzato una cover, inserita nell'album Brand-New Old-Style
- 2008: A. R. Rahman ha realizzato la sua versione in Hindi per il film Jane Tu Ya Jane Na